# Liste der Monuments historiques in Port-sur-Seille
Die Liste der Monuments historiques in Port-sur-Seille führt die Monuments historiques in der französischen Gemeinde Port-sur-Seille auf.

## Liste der Objekte
| Bezeichnung                              | Beschreibung                                                 | Standort                                        | Kennzeichnung | Schutzstatus | Datum | Bild |
| ---------------------------------------- | ------------------------------------------------------------ | ----------------------------------------------- | ------------- | ------------ | ----- | ---- |
| Grabstein für Antoine de Nourroy         | Stein, nach 1537; im Musée lorrain in Nancy aufbewahrt       | in der Kirche Notre-Dame-de-l’Assomption (Lage) | PM54000762    | Classé       | 1908  |      |
| Grabstein für Antoinette de Bassompierre | Stein, nach 1540; im Musée lorrain in Nancy aufbewahrt       | in der Kirche Notre-Dame-de-l’Assomption (Lage) | PM54000764    | Classé       | 1908  |      |
| Grabstein für Anne du Nouroy             | Stein, 16. Jahrhundert; im Musée lorrain in Nancy aufbewahrt | in der Kirche Notre-Dame-de-l’Assomption (Lage) | PM54000765    | Classé       | 1908  |      |
| Grabstein für Marguerite de Jussey       | Stein, nach 1595; im Musée lorrain in Nancy aufbewahrt       | in der Kirche Notre-Dame-de-l’Assomption (Lage) | PM54000766    | Classé       | 1908  |      |
| Grabstein für Philippe de Nourroy        | Stein, nach 1511; im Musée lorrain in Nancy aufbewahrt       | in der Kirche Notre-Dame-de-l’Assomption (Lage) | PM54000761    | Classé       | 1908  |      |
| Grabstein für Claude de Nourroy          | Stein, nach 1540; im Musée lorrain in Nancy aufbewahrt       | in der Kirche Notre-Dame-de-l’Assomption (Lage) | PM54000763    | Classé       | 1908  |      |
| Skulptur Madonna mit Kind                | Stein, farbig gefasst, um 1500                               | in der Kirche Notre-Dame-de-l’Assomption (Lage) | PM54000767    | Classé       | 1981  |      |